# Колос (Амвросіївський район)
Футбольний клуб «Колос» — український футбольний клуб з Амвросіївського району Донецької області.
Був допущений до розіграшу Кубка України 1995/96 як володар кубка Донецької області. Однак через фінансові причини команда не з'явилася на матч кубка, який був призначений на 1 серпня 1995 року на стадіоні «Цементник» в Амвросіївці, і на поле стадіону в присутності 1500 вболівальників «Колоса» вийшла лише суддівська бригада та суперники «Колоса» — команда «Шахтар-2» (Донецьк).

## Всі сезони в незалежній Україні
| Сезон   | Чемпіонат | Чемпіонат | Чемпіонат | Чемпіонат | Чемпіонат | Чемпіонат | Чемпіонат | Чемпіонат | Кубок        | Кубок | Кубок | Кубок | Кубок | Кубок | Кубок | Примітка        |
| Сезон   | Ліга      | Місце     | І         | В         | Н         | П         | М         | О         | Етап         | І     | В     | Н     | П     | М     | О     | Примітка        |
| ------- | --------- | --------- | --------- | --------- | --------- | --------- | --------- | --------- | ------------ | ----- | ----- | ----- | ----- | ----- | ----- | --------------- |
| 1995/96 | —         | —         | —         | —         | —         | —         | —         | —         | 1/128 фіналу | 1     | 0     | 0     | 1     | 0−0   | 0     | Неявка «Колоса» |
| Всього  | —         | —         | —         | —         | —         | —         | —         | —         | —            | 1     | 0     | 0     | 1     | 0—0   | 0     |                 |